# Traminac
Traminac (njem. Gewürztraminer) sorta je vinove loze, koja se uzgaja diljem svijeta. U Hrvatskoj se tradicionalno uzgaja u području Iloka, gdje nalazi optimalne pedoklimatske uvjete, ali i u drugim kontinentalnim dijelovima zemlje na manjim ili većim površinama.
Na područje Iloka ga je 1710. g. donio knez Odeschalchi iz Južnog Tirola, a ime je dobio po mjestu Tramin, gdje je i počeo njegov uzgoj. Traminac iz Iloka je vodeće vino među europskim tramincima, čemu u prilog govori činjenica da je poslužen na svečanosti krunidbe engleske kraljice  Elizabete II., a i prije toga je uvršten među vina koja se poslužuju na engleskom kraljevskom dvoru. Sorta grožđa iločki traminac srednje je rodnosti, ali postiže visoki postotak šećera i optimalan sadržaj ukupnih kiselina, koji se postiže ranijom berbom. Vino dobiveno iz takvog grožđa izuzetne je arome jer postiže harmoniju alkohola i kiselina, zlatnožute boje i može biti suho ili polusuho. Traminac je vino koje kontinuirano traže ljubitelji vrlo izgrađenog ukusa.

## Vanjske poveznice
- Traminac u Enciklopediji LZMK
- Mali podrum  Arhivirana inačica izvorne stranice od 18. svibnja 2006. (Wayback Machine) - Merlot; hrvatska vina i proizvođači